# 2. ŽNL Krapinsko-zagorska 2007./08.
Ovaj članak je podtema članka: 6. rang HNL-a 2007./08.

2. ŽNL Krapinsko-zagorska u sezoni 2007./08. je predstavljala drugi stupanj županijske lige u Krapinsko-zagorskoj županiji, te ligu šestog stupnja hrvatskog nogometnog prvenstva. 
 
Sudjelovalo je devet klubova, a prvak lige je postao klub "Vatrogasac" iz Brezova. 

## Sustav natjecanja
Devet klubova je igralo dvokružnu ligu (18 kola, 16 utakmica po klubu). 

## Ljestvica
| mj. | klub                        | ut. | pob | ner | por | gol+ | gol- | bod |
| --- | --------------------------- | --- | --- | --- | --- | ---- | ---- | --- |
| 1.  | Vatrogasac Brezova          | 16  | 14  | 1   | 1   | 60   | 12   | 43  |
| 2.  | Omladinac Dubrovčan         | 16  | 11  | 1   | 4   | 45   | 14   | 34  |
| 3.  | Mladost Marija Bistrica     | 16  | 11  | 1   | 4   | 44   | 14   | 34  |
| 4.  | Toplice (Krapinske Toplice) | 16  | 11  | 1   | 4   | 43   | 17   | 34  |
| 5.  | Milengrad Budinščina        | 16  | 7   | 1   | 8   | 33   | 36   | 22  |
| 6.  | Mladost Belec               | 16  | 6   | 2   | 8   | 32   | 35   | 20  |
| 7.  | Lobor                       | 16  | 3   | 3   | 10  | 18   | 34   | 12  |
| 8.  | Sloga Konjščina             | 16  | 3   | 1   | 12  | 17   | 55   | 10  |
| 9.  | Đalski Gubaševo             | 16  | 0   | 1   | 15  | 9    | 84   | 1   |

## Rezultatska križaljka
| kratica | klub                        | DAL | LOB | MIL | MLAB | MLAMB | OML | SLO | TOP | VAT |
| --- | --------------------------- | --- | --- | --- | ---- | ----- | --- | --- | --- | --- |
| ĐAL | Đalski Gubaševo             |     |     |     |      |       |     |     |     |     |
| LOB | Lobor                       |     |     |     |      |       |     |     |     |     |
| MIL | Milengrad Budinščina        |     |     |     |      |       |     |     |     |     |
| MLAB | Mladost Belec               |     |     |     |      |       |     |     |     |     |
| MLAMB | Mladost Marija Bistrica     |     |     |     |      |       |     |     |     |     |
| OML | Omladinac Dubrovčan         |     |     |     |      |       |     |     |     |     |
| SLO | Sloga Konjščina             |     |     |     |      |       |     |     |     |     |
| TOP | Toplice (Krapinske Toplice) |     |     |     |      |       |     |     |     |     |
| VAT | Vatrogasac Brezova          |     |     |     |      |       |     |     |     |     |
| |                             |     |     |     |      |       |     |     |     |     |
| podebljan rezultat - utakmice od 1. do 9. kola (1. utakmica između klubova) rezultat normalne debljine - utakmice od 10. do 18. kola (2. utakmica između klubova) rezultat nakošen - nije vidljiv redoslijed odigravanja međusobnih utakmica iz dostupnih izvora rezultat nakošen i smanjen * - iz dostupnih izvora nije uočljiv domaćin susreta prekrižen rezultat - poništena ili brisana utakmica p - utakmica prekinuta 3:0 p.f. / 0:3 p.f. - rezultat 3:0 bez borbe |                             |     |     |     |      |       |     |     |     |     |

 Izvori: 

## Vanjske poveznice
- nskzz.hr, Nogometni savez Krapinsko-zagorske županije
- semafor.hns.family